# Raimond Valgre
Raimond Valgre do 1937 Raimond Tiisel, (ur. 7 października 1913 w Riisipere w prowincji Harju, zm. 31 grudnia 1949 w Tallinnie) – estoński muzyk i kompozytor. Najsłynniejszy do dziś estoński kompozytor muzyki rozrywkowej.

## Życiorys
Pochodził z rodziny rzemieślniczej. W 1931 ukończył technikum budowlane w Tallinnie, przez krótki czas uczył się również gry na fortepianie. Mimo braku formalnego wykształcenia muzycznego od 1932 działał jako muzyk w Tallinnie, Tartu oraz w znanym wówczas uzdrowisku w Parnawie. Śpiewał oraz grał na fortepianie, akordeonie i gitarze, dyrygował zespołami muzycznymi. W 1941, po agresji Niemiec na Związek Radziecki został zmobilizowany do Armii Czerwonej i walczył na froncie w ramach 8 estońskiego Korpusu Strzeleckiego. Po powrocie z frontu w 1944 rozpoczął studia muzyczne w tallińskim Konserwatorium. Załamany psychicznie po obcowaniu z okropieństwami wojny kompozytor wpadł jednak w alkoholizm, z którego nie wydobyło go nieudane małżeństwo (zawarte w 1946). Dodatkowo w 1948 dosięgła go radziecka cenzura, która uznała jego kompozycje za zbyt „zachodnie”. Valgre zmarł tragicznie w ostatnim dniu 1949 r. Pochowany jest na tallińskim cmentarzu zasłużonych Metsakalmistu.
Raimond Valgre był autorem około 100 utworów. Już jego pierwsza piosenka pt. „Blond Aleksandra” z 1933 r. odniosła wielki sukces. W jego melodyjnych kompozycjach znajdziemy modne wówczas elementy jazzu i swingu. Największą sławę przyniosły mu kompozycje pt. „Saaremaa valss” („Walc z Saaremaa”), „Narva valss” („Walc z Narwy”), „Viljandi serenaad” („Serenada z Viljandi”) i „Pärnu ballaad” („Ballada parnawska”). Piosenki Raimonda Valgre popularne są do dziś nie tylko w Estonii, ale również w Rosji i Finlandii.
Raimonda Valgre upamiętnia dziś m.in. pomnik usytuowany niedaleko Domu Zdrojowego w parku w Parnawie (autor: Rait Pärg, 2003), przedstawiający kompozytora grającego na akordeonie.